# Subway Sect
Subway Sect est un groupe de punk rock britannique, originaire de post-punk anglais fondé en 1976 à Londres. Il sera actif entre 1976 et 1979, puis continuera sous le nom de Vic Godard and Subway Sect de 1980 à 1982, puis à nouveau à partir de 2002.

## Biographie
Au milieu des années 1970, deux musiciens fauchés, Vic Godard et Rob Symmons jouent du blues dans le métro londonien. En février 1976, les deux compères assistent stupéfait à un concert des Sex Pistols au Marquee Club. À la fin du concert ils décident de monter un groupe de punk rock qu'ils baptisent Subway Sect (La Secte du Métro). Le groupe comprend alors Godard (chant), Paul Packham (batterie), Paul Myers (basse) et Rob Symmons (guitare). Repérés par Malcolm Mac Laren, celui-ci les invitent à jouer en première partie des Sex Pistols au 100 Club à l'automne 1976, qui sera d'une des premières grandes soirées punk de Londres. 
Leur courte prestation est néanmoins remarquée, cette fois par Bernie Rhodes, le manager des Clash qui leur propose un contrat d'enregistrement sur son nouveau label Braik Records. Subway Sect enregistre ainsi un premier 45 tours à l'automne 1977, puis un album en juillet 1978 avant de partir en tournée avec The Clash. À leur retour, Bernie Rhodes vire subitement et sans raison tous les musiciens du groupe, excepté le chanteur Vic Goddard, à qui il propose un contrat pour une carrière solo. Le disque enregistré ne sera jamais édité, seuls deux morceaux sortiront sur 45 tours pour Rough Trade Records... En 1980 Vic Godard reforme donc un nouveau groupe qu'il baptise Vic Godard and Subway Sect.
En 2007, Subway Sect revient avec 1978 Now, un remake de l'album original. En 2011, Myers rejoint Vic Godard et Subway Sect. En 2014 sort 1979 Now.

## Discographie
- 1978 : Nobody's Scared b/w Don't Split It (Braik Records)
- 1978 : Ambition b/w A Different Story (Rough Trade)